# Vištytis
Il Vištytis  (in lituano Vištyčio ežeras, in tedesco Wystiter See, in russo Виштынецкое озеро Vishtynetskoye ozero) è un lago della Lituania posto al confine dello stato baltico con la Russia tra il Comune distrettuale di Vilkaviškis e l'Oblast' di Kaliningrad vicino alla città lituana di Vištytis e il paese russo di Kalinino non lontano dal triplice confine con la Polonia. Fino 1940 era al confine tra Lituania e la Prussia orientale tedesca.
Con una superficie totale di 17,83 km², dei quali 5,44 in territorio lituano, risulta essere il lago più esteso della Lituania.